# Enij Fonda
Enij Alojzij Ferdinand Fonda, slovenski klasični filolog, 4. januar 1927, Trst, † 20. september 2011, São Paulo, Brazilija.
Ljudsko šolo je obiskoval v Lokvi pri Divači kjer je živeli s starši. Leta 1941 je pri Pavlincih v Alessandrii (Piemont) končal klasično gimnazijo. Po končani vojni je diplomiral iz filozofije in bogoslovja v Konstanzi pri Bodenskem jezeru.
Leta 1951 je odšel v Brazilijo, izstopil iz duhovniškega stanu in 1957 diplomiral ter 1961 doktoriral iz klasične filologije. Leta 1971 je postal redni profesor latinskega jezika in književnosti na brazilski državni univerzi v mestu Assis, tu je ustanovil in vodil Archivum generale Poetarum Latinorum Brasiliensum. Leta 1969 je skupaj z Vinkom Virtom v São Paulu ustanovil heraldično društvo Archivum Heraldicum Brasilienes Slovenicum, ki se je ukvarjalo s heraldiko, rodoslovjem in sorodnimi vedami v Sloveniji, zamejstvu in svetu ter je bilo ob ustanovitvi prvo tako slovensko društvo. V reviji Revista de letras je objavil več strokovnih člankov. V Assisu je urejal revijo Corpus poetarum latinarum Brasiliensium.

## Izbrana bibliografija
- A síntese orgânica do Itinerarium Aetheriae (COBISS)